# 연제철
연제철(延濟喆, 1960년 1월 8일 ~ )은 대한민국의 제6대 충청북도 충주시의원이었다.

## 학력
- 제천청풍중학교 졸업
- 건국대학교 최고경영자과정 수료
- 건국대학교 마이스터대학 수료

## 경력
- 신니면 농업경영인 회장
- 충주시 농업경영인연합회 회장
- 충청북도 충주의료원 자문위원
- 충주시 농업인단체연합회 회장
- 충주시 사회단체연합회 이사
- 충주시 새농민회 회장
- 농업경영인 충청북도연합회 이사
- 2013.08 ~ 2014.06 제6대 충청북도 충주시의회 의원
- 2013.08 ~ 2014.06 제6대 충청북도 충주시의회 후반기 의회운영위원회 위원
- 2013.08 ~ 2014.06 제6대 충청북도 충주시의회 후반기 산업건설위원회 위원

## 수상
- 충주시민대상(농축산분야)
- 농림부장관 표창
- 농업인대상 자립상
- 충청북도지사 표창
- 한국농업경영인 충북도 연합회 표창

## 역대 선거 결과
| 실시년도 | 선거      | 대수 | 직책   | 선거구      | 정당   | 득표수   | 득표율          | 순위         | 당락 | 비고                 |
| -------- | --------- | ---- | ------ | ----------- | ------ | -------- | --------------- | ------------ | ---- | -------------------- |
| 2010년   | 지방 선거 | 6대  | 시의원 | 충북 충주시 | 민주당 | 52,035표 | \| \| 56.64% \| | 비례대표 2번 |      | 초선, 승계, 민선 5기 |
|          | 56.64%    |      |        |             |        |          |                 |              |      |                      |